# Gerhart Sieveking
Gerhart Sieveking (* 28. Juni 1901 in Freiburg im Breisgau; † 16. April 1945 in Dwergte) war ein deutscher Lehrer, Literaturforscher und Übersetzer mit engem Bezug zur Schweiz.

## Familie
Seine Eltern, die am 8. März 1900 in St. Petri zu Lübeck geheiratet hatten, waren der Historiker und Nationalökonom Heinrich Johann Sieveking und dessen Ehefrau Rosa Agnes, geborene Benda. Seine beiden Großväter waren der Jurist und Politiker Johannes Daniel Benda und der Jurist und Diplomat Johannes Hermann Sieveking. Die Familie war evangelisch-lutherisch geprägt; am 18. August 1901 wurde Gerhart in Freiburg im Breisgau getauft. Sein jüngerer Bruder war Heinz-Jürgen Sieveking (* 22. September 1912 in Zürich, Schweiz; † 21. November 1943 in Warwarowka, Ukraine, Sowjetunion), der Diplom-Ingenieur wurde.
Am 27. März 1937 heiratete Gerhart Sieveking im schweizerischen Zuoz, Kanton Graubünden, Emilia Signorell. Aus der Ehe gingen zwei Söhne hervor.

## Schule und Studium
Gerhart Sieveking war zunächst in Freiburg im Breisgau, in Marburg und dann in Zürich-Fluntern aufgewachsen, wodurch er neben Hochdeutsch auch den schweizerdeutschen Dialekt beherrschte. Sein Abitur bestand er am Zürcher Freien Gymnasium.
Anschließend studierte er an der Eidgenössischen Technischen Hochschule bei dem Philosophen Fritz Medicus, an der Ruprecht-Karls-Universität in Heidelberg bei Friedrich Gundolf, wo er auch durch Stefan George stark beeinflusst wurde, und an der Universität Hamburg, wo er mit einer Dissertation zum Thema Jean Paul und seine Stellung zur Antike und ihrem Wiederaufbau im Neuhumanismus zum Doctor philosophiae (Dr. phil.) promovierte.

## Wirken
Zwei Jahre wirkte er als Assistent des Reformpädagogen Peter Petersen in Jena, befasste sich mit Sozialpolitik und hielt Vorträge in Arbeiterheimen. Nach dem Abschluss seines Referendariats gelangte er in das von Martin Luserke geleitete reformpädagogische Landerziehungsheim Schule am Meer auf die zwischen Watt und Nordsee gelegene ostfriesische Insel Juist, wo er vom 15. Oktober 1932 bis zum 26. März 1934 die Fächer Deutschkunde, Geschichte und Latein unterrichtete. Zu seinen Kollegen zählten neben Luserke auch der Schweizer Rudolf Aeschlimann, der Österreicher Fritz Hafner, Paul Reiner und Eduard Zuckmayer. Dort erlebte Sieveking nach der Machtabtretung an die Nationalsozialisten „mit wachsender Besorgnis und Abneigung“, wie sich der Einfluss des NSDAP-Ortsgruppenleiters (gleichzeitig Bürgermeister), der SA und der HJ sowie die neuen Vorgaben aus Berlin auf den Schulalltag auswirkten und auch ihn auf eine Weise beeinflussten, die ihm nicht zusagte. In einem Brief an einen Freund konstatierte er: „Der Nationalsozialismus mit seinen rohen Machterfolgen hat die Laterne meines romantischen Idealismus, die mir bisher den Weg einigermaßen beleuchtete, vollständig zertrümmert.“ Als das Internat vor dem Hintergrund von Antisemitismus und „Gleichschaltung“ geschlossen wurde, musste er feststellen, dass er nun während der Zeit des Nationalsozialismus keine weitere Anstellung als Lehrer an staatlichen Schulen im Deutschen Reich finden würde; sein Bezug zur SPD war aktenkundig.
Aus diesem Grund wich er im Sommer 1934 in die ihm vertraute Schweiz aus, wo ihm eine Lehrerstelle angeboten wurde und er bis zum März 1943 als Studienrat am Lyceum Alpinum Zuoz wirkte. 1937 heiratete er im Engadin, wo er sich das Rätoromanische aneignete, Emilia Signorell, und bekam mit ihr zwei Söhne. Gerhart Sieveking hätte durch seine Heirat sicherlich leicht Schweizer werden können, fühlte sich nach Kriegsbeginn aber offenbar als gebürtiger Deutscher verpflichtet, seinen Teil an den von den Nationalsozialisten aufgebürdeten Kriegslasten zu tragen. Dabei dürfte die Familienhistorie der Sievekings eine gewichtige Rolle gespielt haben.
Im Jahr 1942 war er in Zuoz an der Open-Air-Aufführung des 400 Jahre alten Stückes Das Spiel vom verlorenen Sohn von Wilhelm Gnapheus aus dem Jahr 1542 beteiligt, das er für diesen Zweck aus dem Lateinischen übersetzt hatte und mit seinen Schülern des Lyceums Alpinum auf dem zentralen Platz des Ortes aufführte.
Im April 1943 erhielt er von der Wehrmacht seinen Stellungsbefehl. Zusammen mit seiner Ehefrau und beiden kleinen Kindern zog er in die Nähe seiner Eltern nach Hamburg-Groß Flottbek. Er selbst rückte am 1. Oktober 1943 in die Rekrutenschule ein. Noch 1944 übersetzte Gerhart Sieveking die Hamlet-Sage des Saxo Grammaticus aus dem Lateinischen. Der Obergrenadier Gerhart Sieveking soll, 43-jährig, während einer der letzten Panzerschlachten im Oldenburger Land gefallen sein.
Aus dem Nachlass werden im Staatsarchiv Graubünden Handschriften von Gerhart Sieveking aufbewahrt.

## Veröffentlichungen
- Jean Paul und seine Stellung zur Antike und ihrem Wiederaufbau im Neuhumanismus. Inauguraldissertation, Philosophische Fakultät, Universität Hamburg, Hamburg 1925, OCLC 458851257
- Über Heinrich Wittenwilers »Ring«. In: Rätia – Bündnerische Zeitschrift für Kultur, Jahrg. 5, 1941, 1, S. 13–24, 36–68, 155–158, OCLC 729342246
- Über Gottfried Keller (Vortrag). In: Lyceum Alpium Zuoz, Jahresbericht, 1940–1941, OCLC 894851213
- Die Zuozer »Histoargia dalg filg pertz« des Gian Travers aus dem Jahre 1542 und ihre Quellen. In: Rätia – Bündnerische Zeitschrift für Kultur, Jahrg. 6, 1942/1943, S. 34–45, 74–85, 133–140, OCLC 894851247
- Hans Reinhart. In: Rätia – Bündnerische Zeitschrift für Kultur, Jahrg. 5, 1941/1942, S. 158–162, OCLC 894851184
- Die Beichte des Simon Lemnius an Gian Travers. In: Rätia – Bündnerische Zeitschrift für Kultur, Jahrg. 6, 1942/1943, S. 179–190, OCLC 894851086
- Aus den Gedichten des Simon Lemnius. In: Bünderisches Monatsblatt, Jahrg. 6, 1942/1943, S. 193–207, OCLC 887734773
- Notizen zur Lebensgeschichte des Magisters Thiele, des ersten Übersetzers der »Räteis«. In: Rätia – Bündnerische Zeitschrift für Kultur, Jahrg. 8, 1944/1945, S. 23–55, 49–58, OCLC 894851186
- Die drei Engadiner Humanisten Gian Travers, Marcus Tatius Alpinus und Simon Lemnius – mit Übersetzungen aus ihren Dichtungen. In: Bünderisches Monatsblatt, Nr. 7/8, 1946, S. 193–237, OCLC 894851122
- Saxo Grammaticus: Amlethus. Gesellschaft der Bücherfreunde (Hrsg.), Hamburg 1947, OCLC 468328800